# 33377 Вечернічек
33377 Вечернічек (33377 Večerníček) — астероїд головного поясу, відкритий 12 лютого 1999 року.
Тіссеранів параметр щодо Юпітера — 3,585.